# 秦灭荡社之战
秦灭荡社之战，是指春秋早期秦国和荡社的戰爭。
荡氏戎是春秋初期生活在中国西北的一支戎人部落，建立亳邑。前714年（周桓王六年、秦宪公二年），秦宪公把秦国都城从西垂（今甘肃省天水市西南）迁到平阳（今陕西省宝鸡市东南），积极向东扩张。同年攻打亳戎。前713年（周桓王七年、秦宪公三年），秦国再次出兵，攻占亳的都城荡社，灭亡亳戎。